# Aérodrome de Coll
Pour les articles homonymes, voir COL.
L'aérodrome de l'île de Coll (code IATA : COL • code OACI : EGEL) est situé à l'ouest-sud-ouest d'Arinagour sur l'Île de Coll dans les Hébrides Intérieures. Highland Airways qui a exploité originellement l'itinéraire pour Oban a fait faillite mais un nouvel opérateur, Hebridean Air Services exploite désormais la route sous un OSP (obligation de service Public) avec des vols à destination de Oban, Tiree et Colonsay. Les avions utilisés pour les vols sont les Britten-Norman Islander (G-HEBS). Hebridean siège est à Cumbernauld Aéroport, North Lanarkshire

## Situation

### Carte des aéroports d'Écosse
| Aberdeen Barra Benbecula Campbeltown Colonsay Dundee Eday Édimbourg Fair Isle Foula Glasgow Glasgow-Prestwick Inverness Islay Kirkwall North Ronaldsay Oban Papa Westray Sanday Stornoway Stronsay Sumburgh Tingwall Tiree Westray Wick |

### Carte des aéroports des Hébrides intérieures
| Colonsay Tiree Oban Coll Islay Campbeltown |

## Compagnies aériennes et destinations
| Compagnies             | Destinations |
| ---------------------- | ------------ |
| Hebridean Air Services | Oban, Tiree  |

Édité le 28/03/2017